# بخش جکسون (شهرستان وود، اوهایو)
بخش جکسون (به انگلیسی: Jackson Township) یک منطقهٔ مسکونی در ایالات متحده آمریکا است که در شهرستان وود، اوهایو واقع شده‌است.
 بخش جکسون ۹۴٫۵ کیلومتر مربع مساحت و ۷۹۲ نفر جمعیت دارد و ۲۱۴ متر بالاتر از سطح دریا واقع شده‌است.